# Apospasta synclera
Apospasta synclera là một loài bướm đêm trong họ Noctuidae.